# Polyhexaméthylène biguanide
Le Polyhexaméthylène biguanide, (ou PHMB) est un produit chimique créé à la fin des années 1950 et utilisé depuis les années 1970 dans la formulation de certains biocides ; par exemple pour tuer les microbes (bactéries, virus) et champignons dans l'eau (sous forme de sel de Polyhexaméthylène Biguanide qui est un des pesticides pouvant être utilisés comme désinfectants des piscines).

## Usages
On le trouve aussi dans certains médicaments (sous forme de chlorhydrate de polyhexaméthylène biguanide par exemple). Des sels de Biguanide de Polyhexaméthylène servent contre des affections herpétiques, contre l'acné, pour la désinfection de plaies chirurgicales et/ou dans des traitements vétérinaires, notamment contre les mammites de ruminants en élevages.
Il est aussi utilisé pour le nettoyage et/ou désinfection d'objets, surfaces ou locaux, y compris en hôpital.
Son inventeur l'a conçu pour être utilisé en un ou plusieurs sels de Biguanide et un ou plusieurs alcools aromatiques ex : phénoxyalkylalcools.

## Avantages
C'est un produit stable (mais donc rémanent), et qui reste efficace en présence d'UV et à différents pH.
Il est non-oxydant, cationique en solution dans l'eau, et peut être une alternative à d'autres traitements biocides cationiques à base d’ammonium quaternaire ou de chlore.
Son pouvoir floculant améliore l'efficacité des filtres à sable. Du peroxyde d'hydrogène ou de l'oxygène actif sont parfois utilisés en complément.

## Limites
Il est incompatible avec la présence de chlore et de brome, ainsi qu'avec le cuivre, bronze ou produits à base de cuivre.
Le WIPO le considère comme à « spectre d'activité relativement étroit » et devant être utilisé à des concentrations assez élevées pour être actif contre les infections microbiennes, avec alors le « risque d'entraîner des réactions allergiques ».

## Dangers
Des controverses existent sur l'utilisation et les dangers du PHMB.
Selon des études, le PHMB serait :
- Susceptible d'être cancérigène.
- Nocif en cas d'ingestion
- Aurait un risque avéré d'effets graves pour les organes à la suite d'expositions répétées ou d'une exposition prolongée.
- Peut provoquer des graves lésions des yeux.
- Peut provoquer une allergie cutanée
- Est très toxique pour les organismes aquatiques.
- Est nocif pour la santé humaine lorsqu'il est inhalé ou lorsqu'il est appliqué sur la peau à des concentrations élevées. L'inhalation peut nuire à la fonction pulmonaire[5].

Il est à noter que l'emploi du PHMB n'est plus autorisé par la DDASS en France pour ce qui est des piscines publiques.
Au niveau Européen le PHMB est approuvé pour une utilisation dans les produits du type 2 : 
désinfectants et produits algicides non destinés à l'application directe sur des êtres humains ou des animaux)
et du type 4 : 
désinfectants pour les surfaces en contact avec les denrées alimentaires et les aliments pour animaux.